# Henry Rollins
Henry Lawrence Garfield (más néven Henry Rollins) (Washington, 1961. február 13. –) Grammy-díjas amerikai énekes, zenész, dalszerző, színész, a Rollins Band vezetője. Műsort is vezet az amerikai KCRW rádióadón is. 1981-ben belépett a Black Flag együttesbe, amelynek 1986-os feloszlásáig tagja volt. 1987-ben létrehozta saját együttesét, a Rollins Bandet, amelynek tagjai Rollins maga, Chris Haskett, Sim Cain, Theo van Rock, Andrew Weiss, Melvin Gibbs, Jim Wilson, Marcus Blake és Jason Mackenroth voltak.

## Pályafutása
Henry Washingtonban született, Iris és Paul Garfield egyetlen gyerekeként. Hároméves korában szülei elváltak és édesanyja Glover Parkban nevelte. Gyerekkorában gyakran bántalmazták és sértegették. Családja ír, zsidó és lett gyökerekkel bír.
1980-ban belépett a rövid életű State of Alert együttesbe. Ez a banda azonban hamar megszűnt. Később Rollins a Black Flag tagja lett. 1987-ben alakult meg a Rollins Band, amely 2006-ig sikeresen működött, azóta pedig szünetelteti tevékenységét. Henry filmekben, sorozatokban is szerepelt illetve vendégszerepelt. Stand-uposként is jelen volt egy darabig. Könyveket is írt, videojátékokban is szerepelt.

## Fordítás
- Ez a szócikk részben vagy egészben  a   Henry Rollins című angol Wikipédia-szócikk fordításán alapul.  Az eredeti cikk szerkesztőit annak laptörténete sorolja fel. Ez a jelzés csupán a megfogalmazás eredetét és a szerzői jogokat jelzi, nem szolgál a cikkben szereplő információk forrásmegjelöléseként.